# Grande Alleanza per l'Unità Nazionale
La Grande Alleanza per l'unità Nazionale (in spagnolo: Gran Alianza por la Unidad Nacional - GANA) è un partito politico salvadoregno fondato nel 2010, in seguito ad una scissione interna al partito di destra Alleanza Repubblicana Nazionalista (ARENA).

## Storia
Nato nel 2010 da una costola dell'Alleanza Repubblicana Nazionalista guidata dall'ex presidente Antonio Saca, GANA si è posto al di fuori dei due poli rappresentati a destra dalla stessa ARENA e a sinistra dal FMLN. Dopo un primo insuccesso nel 2014 con la candidatura di Saca, giunto terzo, alle presidenziali del 2019 GANA ha portato alla presidenza Nayib Bukele.

## Risultati elettorali
| Elezione          | Voti    | %     | Seggi   |
| ----------------- | ------- | ----- | ------- |
| Parlamentari 2012 | 217.447 | 9,65  | 11 / 84 |
| Parlamentari 2015 | 209.897 | 9,22  | 11 / 84 |
| Parlamentari 2018 | 243.268 | 11,45 | 10 / 84 |
| Parlamentari 2021 | 132.958 | 5,33  | 5 / 84  |
| Parlamentari 2024 | 99.344  | 3,19  | 0 / 60  |

| Elezione           | Elezione | Candidato               | Voti      | %     | Esito                |
| ------------------ | -------- | ----------------------- | --------- | ----- | -------------------- |
| Presidenziali 2014 | I turno  | Antonio Saca            | 307.603   | 11,44 | ❌ Non eletta/o (3º) |
| Presidenziali 2019 | I turno  | Nayib Bukele            | 1.434.856 | 53,10 | ✔️ Eletta/o          |
| Presidenziali 2024 | I turno  | Supporto a Nayib Bukele | 2.701.725 | 84,65 | ✔️ Eletta/o          |